# Harry J. Anslinger

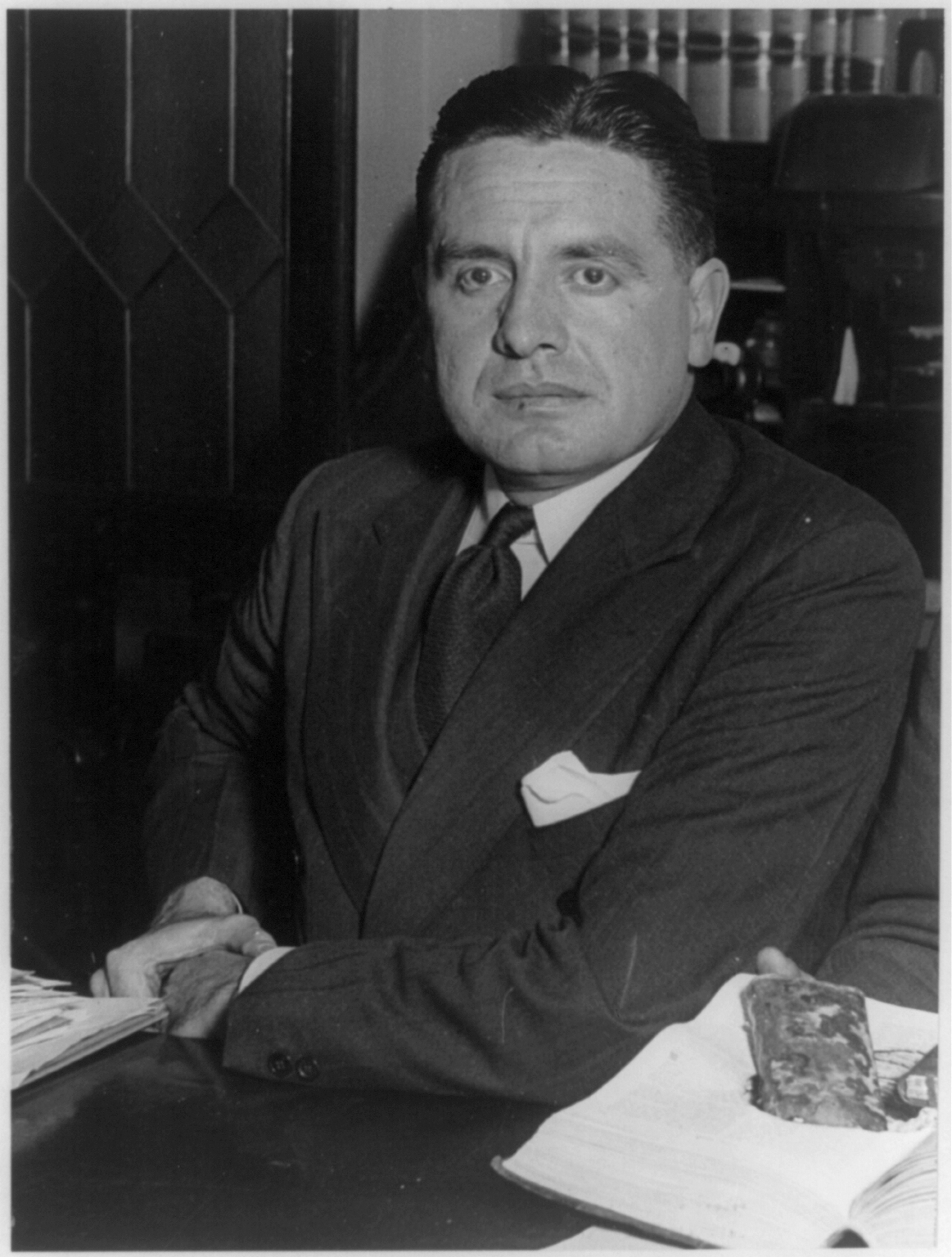
Harry Jacob Anslinger im Jahr 1930

Harry Jacob Anslinger (* 20. Mai 1892 in Altoona, Pennsylvania; † 14. November 1975 in Hollidaysburg, Pennsylvania) war ein US-amerikanischer Behördenvertreter deutsch-schweizerischer Herkunft. Ab 1930 war er der erste Leiter des Federal Bureau of Narcotics (FBN) und die treibende Kraft bei der Einführung der Cannabis-Prohibition in den USA. Im Anschluss an seine Verwendung beim FBN war er Anfang der 1960er Jahre als Mitglied der Drogenkommission der Vereinten Nationen an der Erstellung des Einheitsabkommen über die Betäubungsmittel beteiligt.

## Rolle in der Drogenpolitik
Harry J. Anslinger war ein entschiedener Gegner von Drogen, insbesondere von Heroin und Cannabis. Dies ist nach eigenen Angaben auf eine einschneidende Begegnung mit einer Morphium-Abhängigen und einem Apotheker im Jahre 1904 zurückzuführen.
Bevor er 1930 Leiter des damals noch relativ unbedeutenden Federal Bureau of Narcotics wurde, welches von seinem Schwiegeronkel Andrew W. Mellon gegründet worden war, hatte er bis 1917 als Eisenbahndetektiv gearbeitet. Anschließend war er für ein Jahr beim militärischen Geheimdienst in Belgien beschäftigt. Bis 1920 war er in den Niederlanden an der Botschaft in Den Haag tätig, danach fungierte er bis 1923 als Vizekonsul in Hamburg im Deutschen Reich. Schließlich arbeitete er von 1924 bis 1928 als Vizekonsul auf den Bahamas.
Anslinger versuchte von Beginn seiner Amtszeit an, Drogen wie Cannabis und Opium in den Zuständigkeitsbereich seiner Behörde zu manövrieren. Erste Versuche scheiterten jedoch aufgrund fehlender Unterstützung der American Medical Association. Anslinger begann nun, Öffentlichkeitskampagnen gegen die von ihm abgelehnten Drogen zu führen. Er kontaktierte Zeitungsredaktionen qua Rundschreiben, mit dem Anliegen Horrorgeschichten über den „Marihuana-Wahnsinn“ zu publizieren damit er das Phänomen dokumentieren kann. Für die besten Geschichten lobte er hier Zahlungen aus.
Er argumentierte hier jedoch nicht nur mit gesundheitlichen Aspekten, sondern band vorwiegend rassistische Vorurteile ein. So wurde Schwarzen, Mexikanern und anderen Minderheiten, denen der Großteil des Konsums zugeschrieben wurde, unterstellt, im Rausch weiße Frauen zu vergewaltigen. Es folgte eine regelrechte Flut an Zeitungsartikeln (insbesondere der Hearst-Presse) und öffentlichen Stellungnahmen während der gesamten 1930er Jahre.
1936 entstand der bekannte Anti-Drogen-Film Reefer Madness, welcher 1937 mit entsprechenden Plakaten begleitet in die Kinos kam. Darin fallen High-School-Schüler nach Cannabis-Konsum dem Wahnsinn anheim, verursachen Verkehrsunfälle oder begehen Suizid. Im Jahr 1937 fasste Anslinger seine gesammelten Ansichten zu Marihuana in einem Artikel für das American Magazine zusammen (Titel: Marihuana – Assassin of Youth). Im August desselben Jahres wurde der Marihuana Tax Act von 1937 von Präsident Franklin D. Roosevelt unterzeichnet, um zwei Monate später im Oktober in Kraft zu treten.

## Letzte Jahre
Im November 1942 setzte Anslinger schließlich auch das Verbot pharmazeutischer Cannabis-Produkte durch. Synthetisches THC blieb von dem Verbot unberührt. Paradoxerweise war Anslinger im selben Jahr als Mitglied eines Geheimkomitees im Auftrag des OSS auf der Suche nach einer Wahrheitsdroge und an Experimenten mit den verschiedensten Drogen an teils ahnungslosen Probanden beteiligt. Die Öffentlichkeit erfuhr davon erst 40 Jahre später, sieben Jahre nach Anslingers Tod.
Im Jahr 1954 gab Anslinger der britischen BBC ein Interview. In diesem erläuterte er seine Motivation den Hanfkonsum zu bekämpfen, er sah darin einfach die Möglichkeit die Bedeutung seiner Behörde zu steigern.
Durch seine Beorderung in die UN-Drogenkommission 1947 wurde das weltweite Verbot des Cannabisanbaus forciert, welches schließlich in Form des Einheitsabkommens über die Betäubungsmittel 1961 festgeschrieben wurde. Dieser völkerrechtliche Vertrag ist weiterhin gültig und verbietet diverse Drogen. 1970 zog sich Anslinger aus der Öffentlichkeit zurück und verstarb 1975 in Hollidaysburg, Pennsylvania.
Nach seinem Tod wurde Anslingers Archiv gesichtet und durch Historiker ausgewertet. Das Archiv enthielt unter anderem rund 200 Horrorstories der Boulevardmedien, von denen die Historiker 198 als falsch oder erfunden bewerteten. Darunter war auch ein von Anslinger selbst verfasster Artikel über den „Victor-Licita-Fall“, hier wurde ein Jugendlicher bezichtigt seine ganze Familie wegen des Hanfkonsumes mit einer Axt erschlagen zu haben. Dabei war der Jugendliche bei der Tat schwer schizophren und gewaltgeneigt und es gab keine Belege, dass er jemals Hanf konsumiert hatte.